# Zyzzyxdonta alata
Zyzzyxdonta alata е вид коремоного от семейство Endodontidae. Видът е световно застрашен, със статут Уязвим.

## Разпространение
Разпространен е във Фиджи.